# Стаффорд, Томас (мятежник)
Томас Стаффорд (англ. Thomas Stafford; приблизительно 1533 — 28 мая 1557, Лондон, Королевство Англия) — английский аристократ, сын 1-го барона Стаффорда. Участвовал в восстании Томаса Уайатта, в 1557 году возглавил новый мятеж и провозгласил себя протектором Англии, но вскоре был схвачен и казнён.

## Биография
Томас Стаффорд принадлежал к одному из самых знатных и влиятельных семейств Англии, представители которого заседали в парламенте с 1299 года. По женской линии Стаффорды происходили от младшего сына короля Эдуарда III; они владели обширными землями (главным образом на юго-западе королевства) и рядом титулов, включая герцогский. Однако деда Томаса, 3-го герцога Бекингема, в 1521 году казнили за измену, а его владения и титулы конфисковали, так что Стаффорды выбыли из состава аристократической элиты.
Томас родился, по разным данным, приблизительнно в 1533 году или до 1534 года в семье единственного сына герцога, Генри, и его жены Урсулы Поул. По матери он происходил от Йоркской королевской династии и по обеим линиям был довольно близким родственником Тюдоров — троюродным племянником Генриха VIII. Отец Генри получил от короны часть семейных владений, а в 1547 году занял место в Палате лордов как 1-й барон Стаффорд. Томас впервые упоминается в источниках в связи с событиями 1550 года: тогда он приехал в Рим и встретился со своим дядей, кардиналом Реджинальдом Поулом, который претендовал на английский престол как потомок Йорков.
Томас три года провёл в Италии, а потом отправился в Польшу. Местный король Сигизмунд II Август радушно принял его и даже попросил королеву Англии Марию I восстановить для Стаффорда титул герцога Бекингема. Эта просьба не возымела действия. Поэтому, вернувшись в Англию в январе 1554 года, Томас примкнул к восстанию Томаса Уайатта, направленного против планов Марии стать женой Филиппа II Испанского. Повстанцы потерпели поражение, Стаффорд был схвачен и оказался в тюрьме Флит, но смог бежать оттуда и переправиться во Францию. Там он заявил о своих претензиях на корону Англии и собрал вокруг себя группу эмигрантов.
25 апреля 1557 года Стаффорд высадился в Скарборо во главе отряда в 30 человек. Он вошёл в незащищенный замок и провозгласил себя протектором («защитником») королевства. Томас осуждал брак королевы с Филиппом, выступал против усиления испанского влияния, утверждал, что в Скарборо и 12 других крепостях планируется разместить испанские гарнизоны. Своей целью он объявил возвращение власти над страной «английской крови». Однако спустя всего три дня граф Уэстморленд взял замок и арестовал Стаффорда и его спутников. Томаса приговорили к смерти как государственного изменника и обезглавили 28 мая 1557 года на Тауэрском холме. 32 его последователя тоже были казнены после восстания.